# Alejandro Guido
Alejandro Eugenio Guido Pérez, noto semplicemente come Alejandro Guido (San Diego, 22 marzo 1994), è un calciatore statunitense, centrocampista dell'FC Cincinnati 2.

## Caratteristiche tecniche
È un mediano.

## Carriera

### Club
Dopo un provino con gli olandesi del Vitesse, nel 2012 ha firmato per tre anni con i messicani del Club Tijuana.
Ha esordito fra i professionisti il 22 agosto seguente disputando l'incontro di Copa México vinto 2-1 contro il Celaya. Non trovando molto spazio, per la stagione seguente è stato ceduto in prestito ai Dorados.
Il 27 febbraio 2019 ha firmato con il Los Angeles FC.

### Nazionale
Nel 2011 con la nazionale Under-17 statunitense ha preso parte al Mondiale di categoria ed ha trionfato nel campionato nordamericano di categoria.

## Statistiche
Statistiche aggiornate al 3 marzo 2019.

### Presenze e reti nei club
| Stagione        | Squadra         | Campionato      | Campionato | Campionato | Coppe nazionali | Coppe nazionali | Coppe nazionali | Coppe continentali | Coppe continentali | Coppe continentali | Altre coppe | Altre coppe | Altre coppe | Totale | Totale | Totale |
| Stagione        | Squadra         | Comp            | Pres       | Reti       | Comp            | Pres            | Reti            | Comp               | Pres               | Reti               | Comp        | Pres        | Reti        | Pres   | Reti   |        |
| --------------- | --------------- | --------------- | ---------- | ---------- | --------------- | --------------- | --------------- | ------------------ | ------------------ | ------------------ | ----------- | ----------- | ----------- | ------ | ------ | ------ |
| 2012-2013       | Club Tijuana    | LMX             | 0          | 0          | CM              | 1               | 0               |                    | -                  | -                  |             | -           | -           | 1      | 0      |        |
| 2013-2014       | Dorados         | LDA             | 0          | 0          | CM              | 6               | 1               |                    | -                  | -                  |             | -           | -           | 6      | 1      |        |
| 2013-2014       | Club Tijuana    | LMX             | 2          | 0          | CM              | 0               | 0               |                    | -                  | -                  |             | -           | -           | 2      | 0      |        |
| 2014-2015       | Club Tijuana    | LMX             | 3          | 0          | CM              | 9               | 1               |                    | -                  | -                  |             | -           | -           | 12     | 1      |        |
| 2015-2016       | Club Tijuana    | LMX             | 5          | 0          | CM              | 4               | 0               |                    | -                  | -                  |             | -           | -           | 9      | 0      |        |
| 2016-2017       | Club Tijuana    | LMX             | 0          | 0          | CM              | 1               | 0               |                    | -                  | -                  |             | -           | -           | 1      | 0      |        |
| 2017-2018       | Club Tijuana    | LMX             | 21         | 0          | CM              | 6               | 0               | CCL                | 1                  | 0                  |             | -           | -           | 28     | 0      |        |
| 2018-2019       | Club Tijuana    | LMX             | 2          | 0          | CM              | 2               | 0               |                    | -                  | -                  |             | -           | -           | 4      | 0      |        |
| Totale carriera | Totale carriera | Totale carriera | 33         | 0          |                 | 29              | 2               |                    | 1                  | 0                  |             | -           | -           | 63     | 2      |        |

## Palmarès

### Club
- Campionato messicano: 1

Club Tijuana: 2012 (A)
- MLS Supporters' Shield: 1

Los Angeles FC: 2019

### Nazionale
- Campionato CONCACAF Under-17: 1

Giamaica 2011